# Ocaleni (komiks)
Ocaleni. Anomalie kwantowe (tytuł oryg. Survivants) – francuska seria komiksowa z gatunku science fiction autorstwa Luiza Eduarda de Oliveiry, tworzącego pod pseudonimem "Leo", opublikowana przez wydawnictwo Dargaud w pięciu tomach w latach 2011–2017. W Polsce ukaże się w całości nakładem wydawnictwa Egmont Polska w jednym albumie zbiorczym w 2022. Seria jest powiązana z cyklami komiksowymi: Aldebaran, Betelgeza, Antares i niewydaną dotąd po polsku serią Retour sur Aldébaran.

## Fabuła
Akcja serii toczy się równolegle do serii Aldebaran. Mały wahadłowiec z dwanaściorgiem młodych ludzi, ocalonych z katastrofy statku kolonizacyjnego, którym podróżowali na planetę Aldebaran, wyrusza na poszukiwanie najbliższej planety nadającej się do zamieszkania. Po lądowaniu na nieznanym globie orientują się, że w przeciwieństwie do Aldebarana nie jest to planeta niezamieszkana; jest tu wiele różnych gatunków, które osiedliły się na niej na przestrzeni wieków, każdy o własnym stopniu ewolucji i mniej lub bardziej przyjazny. Jednak prawdziwym problemem są anomalie kwantowe, które pojawiają się losowo na całej planecie. W ten sposób, w zależności od miejsca pobytu, można zostać natychmiast przeniesionym w przyszłość (nawet o kilkadziesiąt lat). Dwie główne anomalie kwantowe doświadczane przez ocalonych to sześć lat i 93 lata. Po utracie kilku członków grupy załoga podejmuje próby wydostania się z planety.

## Tomy
| Tom | Tytuł i rok wydania polskiego | Tytuł i rok wydania oryginalnego | Uwagi                                                                 |
| --- | ----------------------------- | -------------------------------- | --------------------------------------------------------------------- |
| 1   | Epizod 1 (2022)               | Épisode 1 (2011)                 | Po polsku tomy te ukazały się w wydaniu zbiorczym pt. Ocaleni w 2022. |
| 2   | Epizod 2 (2022)               | Épisode 2 (2012)                 | Po polsku tomy te ukazały się w wydaniu zbiorczym pt. Ocaleni w 2022. |
| 3   | Epizod 3 (2022)               | Épisode 3 (2014)                 | Po polsku tomy te ukazały się w wydaniu zbiorczym pt. Ocaleni w 2022. |
| 4   | Epizod 4 (2022)               | Épisode 4 (2016)                 | Po polsku tomy te ukazały się w wydaniu zbiorczym pt. Ocaleni w 2022. |
| 5   | Epizod 5 (2022)               | Épisode 5 (2017)                 | Po polsku tomy te ukazały się w wydaniu zbiorczym pt. Ocaleni w 2022. |